# Hidrobiología

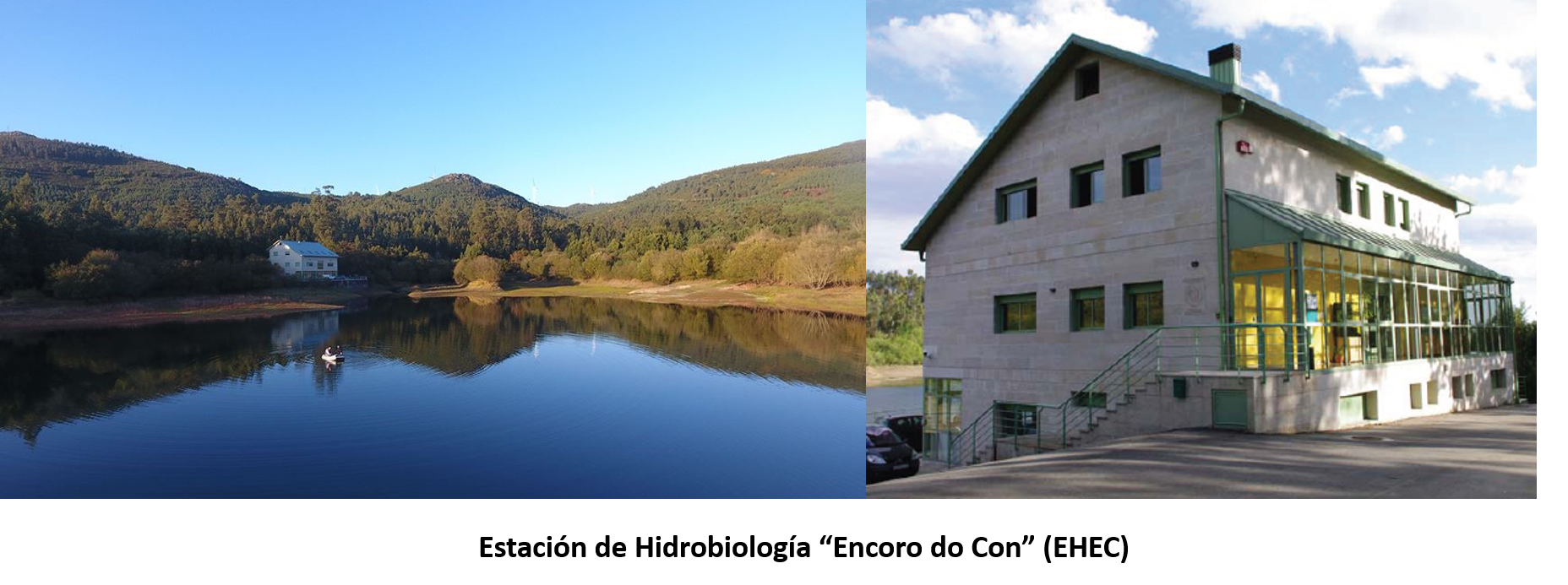
Estación de Hidrobiología Encoro do Con.

La hidrobiología es la rama de la biología que estudia los seres vivos que están relacionados con los cuerpos de agua, al menos en parte de su ciclo de vida. Entre los objetivos de la hidrobiología moderna se encuentran el estudio e investigación de los organismos acuáticos, los factores ambientales que condicionan su vida, la estructura y función de las poblaciones que componen las biocenosis hídricas, la productividad biológica de los ecosistemas acuáticos, la explotación de los recursos naturales en la industria, los problemas de la piscicultura, el estudio de la hidrosfera, las formas de contaminación ambiental, la protección de los medios acuáticos, entre otros.

## Clasificación
De acuerdo al nivel de salinidad de los ambientes acuáticos de estudio, la biología acuática incluye ramas más específicas tales como las siguientes:
- Biología marina: estudia a los organismos marinos, es decir, aquellos que habitan en el mar.
- Limnología: disciplina relacionada con la ecología que estudia ecosistemas acuáticos continentales tales como ríos, lagos, lagunas, etc.
- Oceanografía biológica: estudia los ambientes oceánicos en relación con los organismos que los habitan.

## Importancia

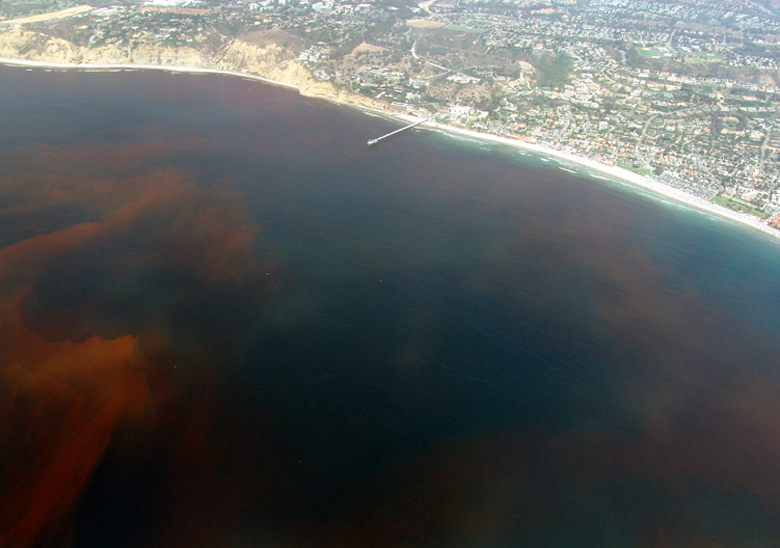
Marea roja ocasionada por dinoflagelados en La Jolla, California.

Los ecosistemas acuáticos ocupan la mayor parte del mundo y están formados por una serie de factores bióticos y abióticos que interactúan entre sí de forma armoniosa para optimizar la funcionalidad del conjunto ecosistémico. Las comunidades biológicas acuáticas están formadas por diversos grupos de organismos asociados y relacionados según características biológicas comunes y que, en la mayoría de los casos, son particulares de los diferentes hábitats acuáticos presentes en una región. Entre estas comunidades, las más notorias o de mayor relevancia ecológica corresponden al fitoplancton, zooplancton, bentos y necton (principalmente peces). Estos organismos viven en estrecha relación con el medio físico acuático, del que dependen en casi todos los casos (a excepción de unas pocas especies). Asimismo, las comunidades acuáticas son generalmente utilizadas como indicadores en diversas investigaciones científicas, ya que se convierten en instrumentos de medición de gran utilidad para una gran cantidad de impactos ambientales generados por proyectos de diversa índole o por el incremento de la biomasa de algunas especies.